# Dépressions
Dépressions (Niederungen) est un texte romanesque (Prosa) publié en 1982 par Herta Müller en allemand à Bucarest. La réédition en 1984 chez Rotbuch (Berlin) est légèrement différente. La traduction française provient de l'édition allemande remaniée de 2010, soit une vingtaine de nouvelles.

## Titre
La traduction en français du titre Dépressions n'est ni fautive, ni mensongère, ni abusive, mais approximative ou ambiguë. Le terme de dépression est à prendre au sens géologique : une dépression de terrain, un creux, une cuvette, des basses-terres, à la limite un affaissement ou un effondrement. Au sens métaphorique, il s'agirait de bas-fonds, avec ce qu'il convient de dépravation morale. Ici, il s'agirait plutôt de banalités, platitudes, clichés, voire radotages ou divagations, ce qui correspond (le plus souvent) à des simplicités enfantines, comme une simulation de modes (d'écriture) de pensées ordinaires d'un petit enfant, enfantillages. Le titre français suggère trop une dépression nerveuse, ( voir dépression (psychiatrie), ce qui serait au moins excessif.[réf. nécessaire]

## Généralités
Le texte se compose d'une histoire longue (Dépressions, 80 pages) et de dix-huit histoires courtes (de 2 à 14 pages) : L'oraison funèbre, Le bain souabe, Ma famille, Poires pourries, Tango appuyé, La fenêtre, L'homme à la boîte d'allumettes, Chronique du village, La raie allemande et la moustache allemande, Le bus interrégional, La mère le père et le petit, Autrefois en mai, Le balayeur des rues, L'opinion, Inge, Monsieur Wultschmann, Parc noir, Journée de travail.
Les scènes se déroulent dans (ou autour d') un village souabe de Roumanie, dans une région indéterminée, mais proche de la Russie, où vivent des Allemands de Roumanie, sans doute des Allemands du Banat (p. 137), dont certains reviennent de Russie ou de Sibérie, dans les années 1950-1960, ce qui fait penser au lecteur que ce récit tient de l'autobiographie ou de l'autofiction. Un peu à la manière du Grand Cahier (1986) d'Agota Kristof.

## Personnages secondaires
- Le père, la mère, le grand-père, la grand-mère, la tante, le cousin,
- Les voisins, les femmes, les hommes, les vieilles femmes,
- Le facteur, le curé, le souffleur d'orgue, le vétérinaire, le fabricant de balais,
- L'idiot (Wenzel),
- Les autres enfants : Lorenz, Kathi, Käthe, Arni, Peter...
- Les morts (visite, enterrement).

## Thèmes (du monde réel)
- Les animaux domestiques : cochon, vache, veau, chèvre, vache...
- Les chiens et les chats,
- Les crapauds, les souris, les corneilles, les hirondelles, les chouettes, les serpents, les grenouilles,
- Les mouches, les guêpes, les abeilles, les fourmis, les chenilles, les papillons, les vers blancs...
- Les peupliers, les pruneliers,
- Les betteraves, les pommes acides, les framboises, les prunes, les tomates, les concombres,
- Les pavots, les mauves, la bardane, les géraniums,
- Les fagots,
- La gnôle,
- Les robes noires,
- La carriole, la voiture, le bus,
- Les cabinets, le pot de chambre, les pantoufles,
- La neige, le soleil,
- La rivière, le marais, les étangs, l'eau...

## Contenu
Dans la nouvelle Dépressions et dans quelques autres, une gamine (5-8 ans) de la campagne confie ses peurs, ses fantasmes, ses obsessions (tache, sang, urine, crotte), ses jeux, en famille, au village, avec le voisin. À force de recevoir des gifles ou des rebuffades, elle n'ose plus trop parler à ses proches. Elle sent (spectacles, bruits, odeurs, saveurs...), elle ressent (désirs, peurs, haines, solitude, incompréhension).
Les autres nouvelles mettent en scène parfois quelques adultes.

## Réception
Le livre a été ressenti par une partie de la population du Banat comme une insulte à leur communauté, voire au communisme roumain, un peu de la manière qu'a pu être perçu en 2003 au Cantal le roman Pays perdu de Pierre Jourde.
La courte nouvelle Le bain souabe surtout a pu choquer : trois générations se succèdent dans la même baignoire... Cela relève, comme Dépressions, de divagations enfantines, certes pas innocentes. Mais l'obscène, l'ivrognerie, les violences sont le fait des adultes.
La nouvelle Chroniques du village est plus critique socialement, et descriptive : église, cimetière, jardin d'enfants, école, maison communale, coopérative, maison de la culture, poste, police... Quelques autres nouvelles adultes aussi.
Les textes ne relèvent pas du roman pastoral ni de l'idylle. Le Banat n'est pas une Arcadie. De ce village suinte un malaise : le fumier serait une métaphore aisée, valable pour le mental.